# Pietie du Plessis
Pieter Theunis Christiaan Du Plessis (né le 19 mai 1935 à Nebo près de Lydenburg, province du Transvaal en Afrique du Sud et mort en mars 2001 à Pretoria, province du Gauteng en Afrique du Sud) est un exploitant agricole et un homme politique sud-africain, membre du Parti national, membre du conseil provincial du Transvaal (1966-1970) puis membre du parlement pour Lydenburg (1970-1989), ministre adjoint aux finances, et ministre de l'agriculture et de la pêche (1980-1982), des mines et de l'énergie (1982-1983), de la main d’œuvre, des travaux publics (1986-1989) et des affaires foncières dans le gouvernement PW Botha.

## Biographie
Fils de Johannes Petrus Lafras et de Maria Susanna du Plessis (née Weimans), Pietie du Plessis est diplômé en agriculture de l'université de Pretoria (1957). Exploitant agricole et président de l'union des producteurs de soja et président de l'office de contrôle des oléagineux, il entre dans la vie politique en 1966 comme conseiller provincial du parti national pour la circonscription de Lydenburg/Barberton. Lors des élections générales sud-africaines de 1970, Pietie du Plessis est élu au parlement pour la circonscription de Lydenburg. En 1972, il devient le président du mouvement des jeunes du parti national au Transvaal.
Il est appelé par Pieter Botha au gouvernement en 1980 comme ministre-adjoint aux finances et occupe plusieurs fonctions ministérielles jusqu'en janvier 1989, date où il démissionne de toutes ses fonctions ministérielles et parlementaires à la suite de son implication dans des irrégularités financières présumées.
En 1993, Pietie du Plessis est condamné à 9 ans de prison par la Haute cour de Pretoria pour 17 chefs d'accusation dont celui de fraude. Il est libéré après avoir purgé 3 ans de peine. Il meurt d'une crise cardiaque en mars 2001.

## Sources
- (af) Nécrologie, Beeld, 22 mars 2001
- (en) Shelagh Gastrow, Who's who in South African Politics, Ravan Press, 1987, p 83
- (en) Cabinet Minister Quits, Third Party Member To Resign This Week, Associated Press, 26 janvier 1989